# Механизм seesaw
В теориях Великого объединения физики элементарных частиц и, в частности, в теориях масс нейтрино и нейтринных осцилляций, механизм seesaw (механизм качелей) является общей моделью, используемой для понимания относительных размеров наблюдаемых масс нейтрино, порядка эВ, по сравнению с кварками и заряженными лептонами, которые в миллионы раз тяжелее.
Существует несколько типов моделей, каждая из которых расширяет Стандартную модель. Простейшая версия, типа 1, расширяет Стандартную модель, предполагая что два или более дополнительных правых нейтринных поля инертны при электрослабых взаимодействиях и что существует очень большой массовый масштаб. Это позволяет отождествить масштаб массы с предполагаемой шкалой Великого объединения.

## Seesaw типа 1
Эта модель производит лёгкое нейтрино для каждого из трёх известных ароматов нейтрино и соответствующее очень тяжёлое нейтрино для каждого аромата, которое ещё предстоит наблюдать.
Простой математический принцип, лежащий в основе механизма seesaw, заключается в следующем свойстве любой 2×2 матрицы вида
{\displaystyle A={\begin{pmatrix}0&M\\M&B\end{pmatrix}}{\text{.}}}
У неё есть два собственных значения:
{\displaystyle \lambda _{\pm }={\frac {B\pm {\sqrt {B^{2}+4M^{2}}}}{2}}{\text{.}}}
Среднее геометрическое для λ+ и  −λ− равно |M |, поскольку определитель λ+λ− = −M 2.
Таким образом, если одно из собственных значений возрастает, другое понижается, и наоборот. Это причина по которой механизм называется "seesaw" (качели).
При применении этой модели к нейтрино, B принимается намного большим, чем M.
Тогда большее собственное значение, λ+, приблизительно равно B, а меньшее собственное значение приблизительно равно
{\displaystyle \lambda _{-}\approx -{\frac {M^{2}}{B}}.}
Этот механизм объясняет, почему массы нейтрино так малы. Матрица A является по существу матрицей масс для нейтрино. Майорановская составляющая массы B сопоставима с масштабом GUT и нарушает лептонное число; в то время как дираковская составляющая массы M, имеет порядок гораздо меньшего электрослабого масштаба VEV (см. ниже). Меньшее собственное значение  λ− приводит к очень малой массе нейтрино, сравнимой с 1 эВ, что качественно согласуется с экспериментами, иногда рассматриваемыми как вспомогательное свидетельство в рамках теорий Великого объединения.

## Обоснование
2×2 матрица A естественным образом возникает в рамках Стандартной модели при рассмотрении наиболее общей матрицы масс, допускаемой калибровочной инвариантностью действия Стандартной модели, и соответствующих зарядов лептонных и нейтринных полей.
Пусть спинор Вейля χ — нейтринная часть изоспинового дублета левого лептона (другая часть — левый заряженный лептон),
{\displaystyle L={\begin{pmatrix}\chi \\\eta \end{pmatrix}}~,}
как он присутствует в минимальной Стандартной модели без масс нейтрино, и пусть η — постулированный спинор Вейля правого нейтрино, который является синглетом при слабом изоспине (т. е. не взаимодействует слабо, например, стерильное нейтрино).
В настоящее время существует три способа формирования Лоренц-ковариантных массовых членов, дающих
{\displaystyle {\frac {1}{2}}\,B'\,\chi ^{\alpha }\chi _{\alpha }\,{\text{,}}\quad {\frac {1}{2}}\,B\,\eta ^{\alpha }\eta _{\alpha }\,{\text{,}}\quad {\text{или}}\quad M\,\eta ^{\alpha }\chi _{\alpha }\,{\text{,}}}
и их комплексные сопряжения, которые можно записать в виде квадратичной формы,
{\displaystyle {\frac {1}{2}}\,{\begin{pmatrix}\chi &\eta \end{pmatrix}}{\begin{pmatrix}B'&M\\M&B\end{pmatrix}}{\begin{pmatrix}\chi \\\eta \end{pmatrix}}.}
Поскольку правый нейтринный спинор незаряжен при всех калибровочных симметриях Стандартной модели, B является свободным параметром, который в принципе может принимать любое произвольное значение.
Параметр M запрещен электрослабой калибровочной симметрией и может появиться только после её спонтанного распада по механизму Хиггса, подобно дираковским массам заряженных лептонов. В частности, поскольку χ ∈ L имеет слабый изоспин ½ такой как поле Хиггса H, а η имеет слабый изоспин 0, массовый параметр M может быть получен из взаимодействия Юкавы с полем Хиггса, обычным способом Стандартной модели,
{\displaystyle {\mathcal {L}}_{yuk}=y\,\eta L\epsilon H^{*}+...}
Это означает, что M естественно порядка вакуумного ожидаемого значение поля Хиггса Стандартной модели,
{\displaystyle {\text{VEV }}v\approx 246{\text{ GeV}},\qquad \qquad |\langle H\rangle |=v/{\sqrt {2}}}
{\displaystyle M_{t}=O(v/{\sqrt {2}})\approx 174{\text{ GeV}}~,}
если безразмерная связь Юкавы имеет порядок y ≈ 1. Её можно выбрать последовательно меньше, но экстремальные значения y ≫ 1 могут сделать модель непертурбативной.
Параметр B',  с другой стороны, запрещен, так как никакие перенормируемые синглеты при слабом гиперзаряде и изоспине не могут быть сформированы с использованием этих дублетных компонентов – допускается только ненормализуемый член размерности 5. Это происхождение структуры и иерархии масштабов матрицы масс A внутри механизма seesaw "типа 1".
Большой размер B может быть мотивирован в контексте Великого объединения. В таких моделях могут присутствовать увеличенные калибровочные симметрии, которые первоначально форсируют B = 0 в непрерывной фазе, но генерируют неисчезающее большое значение B ≈ MGUT ≈  1015 ГэВ, вокруг масштаба их спонтанного нарушения симметрии, поэтому, учитывая M ≈ 100 GeV, надо λ− ≈ 0.01 эВ. Таким образом, огромный масштаб привел к очень маленькой массе нейтрино для собственного вектора ν ≈ χ − (M/B) η.

## Внешние ссылки
- Seesaw Mechanism details